# Antelminelli
 (juillet 2024).
La famille Antelminelli ou Castracani degli Antelminelli constituaient une famille noble de Lucques  impliquée dans la lutte entre la Guelfes et Gibelins de Toscane.

## Historique

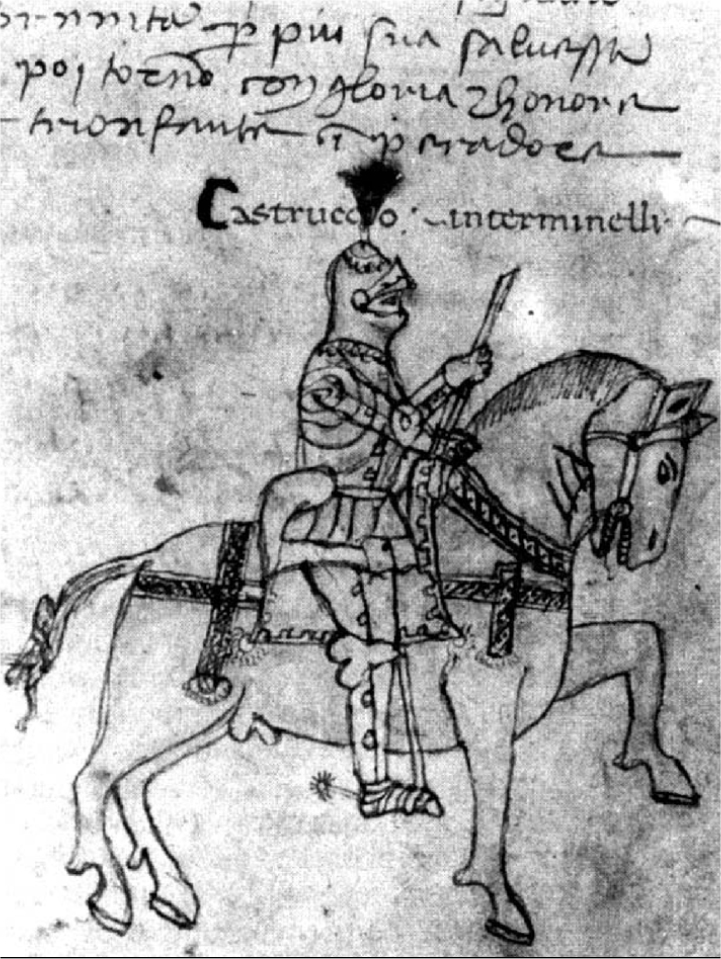
Castruccio Antelminelli, Duc de Lucques, (Biblioteca Statale di Lucca, Mme 1661, f.82r).

Ils auraient été les descendants d'un certain évêque Talerperiano, et ainsi les cousins de la famille des Cunimondinghi. Le chef de la famille au XIVe siècle était Castruccio Castracani servant sous le chef gibelin Uguccione della Faggiola, il est promu seigneur de Lucques le 12 juin 1316, remplaçant les Quartigiani, et est nommé duc de Lucques, Pistoia, Volterra et Luni par l'empereur Frédéric d'Autriche. La génération suivante, la puissance de la famille décline au profit de la partie guelfe.
Le cardinal Castruccio Castracane degli Antelminelli (1779-1852) faisait partie de la dernière branche encore vivante des Antelminelli, descendante de Francesco Castracani degli Antelminelli, comte de Coreglia Antelminelli et cousin germain du duc Castruccio Castracani.